# Gotham Independent Film Awards 2024
La cerimonia di premiazione della 34ª edizione dei Gotham Independent Film Awards ha avuto luogo il 2 dicembre 2024.
Le candidature sono state annunciate il 29 ottobre 2024.

## Vincitori e candidati
I vincitori sono indicati in grassetto, a seguito i candidati.

### Miglior film
- A Different Man, regia di Aaron Schimberg
- Anora, regia di Sean Baker
- Babygirl, regia di Halina Reijn
- Challengers, regia di Luca Guadagnino
- Nickel Boys, regia di RaMell Ross

### Miglior documentario
- No Other Land, regia di Basel Adra, Yuval Abraham, Rachel Szor e Hamdan Ballal
- Dahomey, regia di Mati Diop
- Intercepted, regia di Oksana Karpovych
- Soundtrack to a Coup d'Etat, regia di Johan Grimonprez
- Sugarcane, regia di Emily Kassie e Julian Brave NoiseCat
- Union, regia di Julian Farino

### Film internazionale
- All We Imagine As Light - Amore a Mumbai (All We Imagine as Light), regia di Payal Kapadiya
- Green Border (Zielona granica), regia di Agnieszka Holland
- Hard Truths, regia di Mike Leigh
- Inside the Yellow Cocoon Shell (Bên trong vỏ kén vàng), regia di Phạm Thiên Ân
- Vermiglio, regia di Maura Delpero

### Miglior regista
- RaMell Ross – Nickel Boys
- Payal Kapadia – All We Imagine As Light - Amore a Mumbai (All We Imagine as Light)
- Sean Baker – Anora
- Guan Hu – Black Dog
- Jane Schoenbrun – Ho visto la TV brillare (I Saw the TV Glow)

### Miglior regista esordiente
- Vera Drew – The People's Joker
- Shuchi Talati – Girls Will Be Girls
- India Donaldson – Good One
- Alessandra Lacorazza Samudio – In the Summers
- Mahdi Fleifel – To a Land Unknown

### Miglior sceneggiatura
- Azazel Jacobs - His Three Daughters
- C. Mason Wells e Nathan Silver - Tra un tempio e l’altro (Between the Temples)
- Ryusuke Hamaguchi - Il male non esiste (Aku wa sonzai shinai)
- Sam H. Freeman e Ng Choon Ping - Femme
- Annie Baker - Janet Planet

### Miglior interpretazione protagonista
- Colman Domingo – Sing Sing
- Pamela Anderson – The Last Showgirl
- Adrien Brody – The Brutalist
- Marianne Jean-Baptiste – Hard Truths
- Nicole Kidman – Babygirl
- Keith Kupferer – Ghostlight
- Mikey Madison – Anora
- Demi Moore – The Substance
- Saoirse Ronan – The Outrun
- Justice Smith – Ho visto la TV brillare (I Saw the TV Glow)

### Miglior interpretazione non protagonista
- Clarence Maclin – Sing Sing
- Jurij Borisov – Anora
- Kieran Culkin – A Real Pain
- Danielle Deadwyler – The Piano Lesson
- Brian Tyree Henry – The Fire Inside
- Brigette Lundy-Paine – Ho visto la TV brillare (I Saw the TV Glow)
- Natasha Lyonne – His Three Daughters
- Katy O'Brian – Love Lies Bleeding
- Guy Pearce – The Brutalist
- Adam Pearson – A Different Man

### Miglior interpretazione emergente
- Brandon Wilson – Nickel Boys
- Lily Collias – Good One
- Ryan Destiny – The Fire Inside
- Maisy Stella – My Old Ass
- Izaac Wang – Dìdi

## Premi speciali

### Director Tribute
- Denis Villeneuve – Dune - Parte due (Dune: Part Two)[7]

### Performer Tribute
- Angelina Jolie – Maria[8]

### Ensemble Tribute
- The Piano Lesson[9] – John David Washington, Samuel L. Jackson, Ray Fisher, Danielle Deadwyler, Michael Potts, Corey Hawkins e Erykah Badu

### Anniversary Tribute
- Franklin Leonard e The Black List[10]

### Social Justice Tribute
- Sing Sing[11]

### Visionary Tribute
- Timothée Chalamet e James Mangold – A Complete Unknown[12]

### Spotlight Tribute
- Zendaya – Challengers[13]